# Гобеље
Гобеље су насељено мјесто у општини Власеница, Република Српска, БиХ. Према прелиминарним подацима пописа становништва 2013. године, у насељу је живјело 157 становника.

## Становништво
Према попису становништва из 1991. године, мјесто је имало 227 становника.
| Националност | 1991.        |
| Муслимани    | 216 (95,15%) |
| Срби         | 11 (4,85%)   |
| Укупно       |              |

| Демографија | Демографија | Демографија |
| Година      | Становника  | Становника  |
| ----------- | ----------- | ----------- |
| 1961.       | 150         |             |
| 1971.       | 158         |             |
| 1981.       | 203         |             |
| 1991.       | 225         |             |
| 2013.       | 157         |             |